# Зулфикар Али Буто
Зулфикар Али Буто (5. јануар 1928 — 4. април 1979) био је председник и премијер Пакистана. Од августа 1973. године био је председник владе која је признала независност Бангладеша. У јулу 1977. године, војним пучем га збацио генерал Мохамед Зија ул Хак, а у марту следеће године је осуђен на смрт под оптужбом да је наредио убиства политичких противника. Обешен је у априлу 1979. године.